# Syllepte mysisalis
Syllepte mysisalis är en fjärilsart som beskrevs av Walker 1859. Syllepte mysisalis ingår i släktet Syllepte och familjen Crambidae. Inga underarter finns listade i Catalogue of Life.